# 2,6-二甲基哌啶
2,6-二甲基哌啶（英语：2,6-Dimethylpiperidine）是化学式为C5H8(CH3)2NH的化合物。该化合物存在三种立体异构体：非手性(R,S)异构体和一对手性(R,R)/(S,S)对映体。二甲基哌啶是杂环哌啶的衍生物，其中两个氢原子被甲基取代。
2,6-二甲基哌啶是通过还原2,6-二甲基吡啶制备的。非手性异构体是该反应中产生的主要异构体。
2,6-二甲基哌啶因其构象特性而备受关注。(R,S)-异构体主要存在于具有赤道甲基的椅型构象中。 (R,R)/(S,S)-异构体是有吸引力的手性仲胺结构单元。